# Bustamante (Chile)
Bustamante es una localidad de la comuna de Coihueco, en la Provincia de Punilla, de la Región de Ñuble, Chile. Según el censo de 2002, la localidad tenía una población de 679 habitantes.